# Nils Wogram

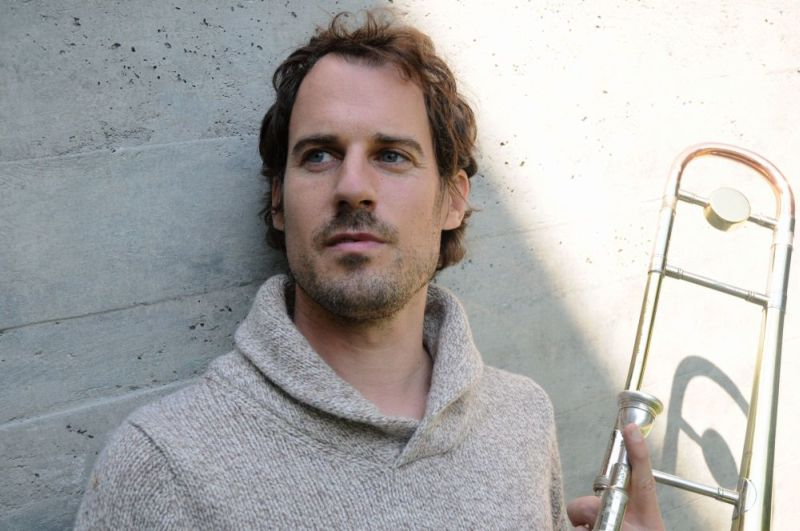
Nils Wogram (2013)

Nils Wogram (Braunschweig, 7 november 1972) is een Duitse jazztrombonist, bandleider en componist.

## Biografie
Nils Wogram studeerde klassieke trombone, piano en muziektheorie in Braunschweig. Hij speelde vanaf 1988 in het Landesjugendjazzorchester van Nedersaksen. In 1990 stapte hij over naar het Bundesjugendjazzorchester onder leiding van Peter Herbolzheimer. Van 1992 tot 1994 studeerde Wogram met een beurs trombone en compositie aan de New School in New York. Zijn leraren waren o.m. Reginald Workman, Maria Schneider, Buster Williams, Slide Hampton, Kenny Werner en Conrad Herwig. In 1994 verscheen zijn debuutalbum New York Conversations (Mons Records). Hij heeft inmiddels (2017) meer dan twintig albums onder eigen naam uitgebracht. Sinds 2010 heeft hij een eigen platenlabel: nWog Records.
Naast zijn eigen groepen (zie de paragraaf Projecten) was Nils Wogram tevens trombonist in groepen van anderen. Van 1994 tot 2006 speelde hij in de band van contrabassist Sebastian Gramss, tevens speelde hij meerdere jaren in Jazzkantine (te horen op hun tiende plaat "Ultrahocherhitzt“). Nils Wogram speelde verder met Kenny Werner, Rudi Mahall, Eugene Chadbourne en, tot op de dag van vandaag, steeds weer met het kwintet van Aki Takase.
Nils Wogram woont in Zürich en doceert sinds 2004 jazzstudies aan de Hochschule Luzern. Hij was eerder docent trombone en compositie aan de Musikhochschule Hannover.

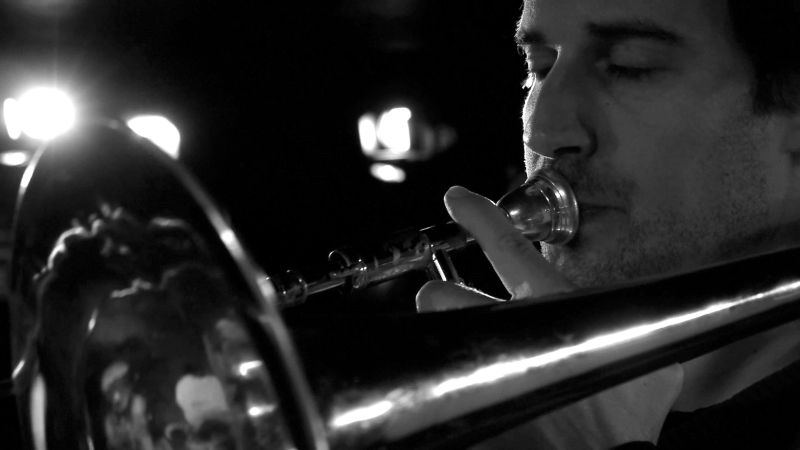
Nils Wogram, Jazzfest Berlin (2012)

Nils Wogram's muziek wortelt diep in de traditie van de jazz, maar hij probeert de taal uit te breiden, dit met muzikale elementen die niet uit de jazz komen. Hij houdt van bands met een eigen geluid. Wohram gelooft dat de beste muziek wordt gespeeld door bands die al lang bestaan en de meeste van zijn groepen bestaan dan ook al jaren. Als bandleider zijn zijn grote voorbeelden Duke Ellington en Miles Davis.

## Projecten
- Root 70 (sinds 2000) met Hayden Chisholm - altsaxofoon, Matt Penman - contrabas; Jochen Rückert - drums; Nils Wogram - trombone
- Nostalgia (sinds 2004) met Dejan Terzic - drums; Arno Krijger - Hammondorgel; Nils Wogram - trombone
- Nils Wogram Septett (sinds 2004) met Claudio Puntin - klarinet; Tilman Ehrhorn - tenorsaxofoon; Stephan Meinberg - trompet; Steffen Schorn - basklarinet, baritonsaxofoon; Frank Speer - altsaxofoon; John Schröder - drums; Nils Wogram, trombone
- Vertigo Trombone Quartett (sinds 2012) met Bernhard Bamert - trombone; Andreas Tschopp - trombone; Jan Schreiner - bastrombone, Nils Wogram - trombone
- Duo met Conny Bauer (trombone) (sinds 1999)
- Duo met Saadet Türköz (zang)
- Duo met Simon Nabatov (piano) (1999 - 2013)

## Prijzen en onderscheidingen
Nils Wogram won in 1989 en in 1991 de prijs voor solotrombone in de competitie "Jugend musiziert“. In 1998 kreeg hij de Förderpreis des Landes Nordrhein-Westfalen. Hij heeft een SWR-Jazzpreis op zak (1998), een paar compositieprijzen en een BMW Jazz Award. In 2011 kreeg hij voor zijn met Root 70 opgenomen album "Listen to your woman“ een ECHO Jazz en kreeg hij met dezelfde band een BMW Welt Jazz Award. In 2013 ontving hij een Deutsche Jazzpreis.

## Discografie (selectie)
- 1994 Nils Wogram Quintett, New York Conversations
- 1996 Nils Wogram Quartett, Roundtrip (Enja Records)
- 1998 Nils Wogram Quartett, Speedlife (Enja)
- 1999 Nils Wogram en Simon Nabatov, As we don’t know it (Konnex Records)
- 2000 Nils Wogram en Conny Bauer, Serious Fun (CIMP)
- 2001 Nils Wogram Sextet / Oktett, Odd and Awkward (Enja)
- 2001 Nils Wogram Quartett, Root 70 (met Hayden Chisholm, Matt Penman, Jochen Rückert), 2nd Floor
- 2002 Xavier Garcia-Gianni Gebbia-Nils Wogram, pronto!
- 2002 Nils Wogram en Simon Nabatov, The Move (BTL)
- 2002 Nils Wogram en Simon Nabatov, Starting A Story (ACT Records)
- 2003 Underkarl, Second brain
- 2003 Nils Wogram Root 70, Getting Rooted (Enja)
- 2003 Nils Wogram Quartett, Construction Field (Altrisuoni)
- 2004 Nils Wogram Nostalgia Trio, Daddy's Bones (Intuition)
- 2005 Nils Wogram Septett, Swing Moral
- 2005 Nils Wogram en Simon Nabatov, The move (between the lines)
- 2006 Nils Wogram Root 70, Fahrvergnügen (Intuition)
- 2007 Nils Wogram and the NDR Bigband, Portrait Of A Band (Enja)
- 2007 Nils Wogram en Simon Nabatov, Jazz Limbo (Leo Records)
- 2008 Nils Wogram Nostalgia Trio, Affinity (Intuition)
- 2008 Nils Wogram Root 70, On 52nd 1/4 Street (Intuition)
- 2009 Nils Wogram's Lush, Pretty Good News (Unit Records)
- 2010 Nils Wogram Root 70, Listen To Your Woman (nWog)
- 2011 Nils Wogram en Simon Nabatov, Moods And Modes (nWog)
- 2011 Nils Wogram Nostalgia Trio, sturm und drang (nWog)
- 2012 Nils Wogram Septet, complete soul (nWog)
- 2013 Nils Wogram Root 70 with Strings, riomar (nWog)
- 2014 Nils Wogram Vertigo Trombone Quartett, developing good habits (nWog)
- 2016 Nils Wogram en Bojan Z, Housewarming (nWog)
- 2017 Nils Wogram Root 70, Luxury Habits (nWog)